# Женская сборная Франции по футболу (до 17 лет)
Женская сборная Франции по футболу (до 17 лет) — футбольная сборная, сформированная для участия в чемпионатах Европы и мира среди девушек не старше 17 лет.
Деятельность сборной регламентируется федерацией футбола Франции.

## История выступления на международных турнирах

### Чемпионаты мира
| Год   | Раунд                           | Место                           | И                               | В                               | Н                               | П                               | МЗ                              | МП                              | РМ                              |
| ----- | ------------------------------- | ------------------------------- | ------------------------------- | ------------------------------- | ------------------------------- | ------------------------------- | ------------------------------- | ------------------------------- | ------------------------------- |
| 2008  | гр. турнир                      | 11                              | 3                               | 1                               | 1                               | 1                               | 8                               | 10                              | −2                              |
| 2010  | Не прошли квалификацию          | Не прошли квалификацию          | Не прошли квалификацию          | Не прошли квалификацию          | Не прошли квалификацию          | Не прошли квалификацию          | Не прошли квалификацию          | Не прошли квалификацию          | Не прошли квалификацию          |
| 2012  | чемпион                         | 1                               | 6                               | 2                               | 4                               | 0                               | 14                              | 4                               | +10                             |
| 2014  | Не прошли квалификацию          | Не прошли квалификацию          | Не прошли квалификацию          | Не прошли квалификацию          | Не прошли квалификацию          | Не прошли квалификацию          | Не прошли квалификацию          | Не прошли квалификацию          | Не прошли квалификацию          |
| 2016  | Не прошли квалификацию          | Не прошли квалификацию          | Не прошли квалификацию          | Не прошли квалификацию          | Не прошли квалификацию          | Не прошли квалификацию          | Не прошли квалификацию          | Не прошли квалификацию          | Не прошли квалификацию          |
| 2018  | Не прошли квалификацию          | Не прошли квалификацию          | Не прошли квалификацию          | Не прошли квалификацию          | Не прошли квалификацию          | Не прошли квалификацию          | Не прошли квалификацию          | Не прошли квалификацию          | Не прошли квалификацию          |
| 2020  | Отменён из-за пандемии COVID-19 | Отменён из-за пандемии COVID-19 | Отменён из-за пандемии COVID-19 | Отменён из-за пандемии COVID-19 | Отменён из-за пандемии COVID-19 | Отменён из-за пандемии COVID-19 | Отменён из-за пандемии COVID-19 | Отменён из-за пандемии COVID-19 | Отменён из-за пандемии COVID-19 |
| 2022  | гр. турнир                      |                                 | 3                               | 0                               | 1                               | 2                               | 2                               | 5                               | −3                              |
| Всего | 3/7                             | 1 титул                         | 12                              | 3                               | 6                               | 3                               | 24                              | 19                              | +5                              |

### Чемпионаты Европы
| Финальная стадия | Финальная стадия                | Финальная стадия                | Финальная стадия                | Финальная стадия                | Финальная стадия                | Финальная стадия                | Финальная стадия                | Финальная стадия                | Финальная стадия                |                                 | Квалификация | Квалификация | Квалификация | Квалификация | Квалификация | Квалификация | Квалификация |
| Год              | Раунд                           | Место                           | И                               | В                               | Н                               | П                               | МЗ                              | МП                              | РМ                              | И                               | В            | Н            | П            | МЗ           | МП           | РМ           |              |
| ---------------- | ------------------------------- | ------------------------------- | ------------------------------- | ------------------------------- | ------------------------------- | ------------------------------- | ------------------------------- | ------------------------------- | ------------------------------- | ------------------------------- | ------------ | ------------ | ------------ | ------------ | ------------ | ------------ | ------------ |
| 2008             | финалист                        | 2                               | 2                               | 1                               | 0                               | 1                               | 3                               | 4                               | −1                              | 6                               | 6            | 0            | 0            | 36           | 0            | +36          |              |
| 2009             | 1/2 финала                      | 3                               | 2                               | 1                               | 0                               | 1                               | 4                               | 5                               | −1                              | 6                               | 5            | 1            | 0            | 19           | 0            | +19          |              |
| 2010             | Не прошла квалификацию          | Не прошла квалификацию          | Не прошла квалификацию          | Не прошла квалификацию          | Не прошла квалификацию          | Не прошла квалификацию          | Не прошла квалификацию          | Не прошла квалификацию          | Не прошла квалификацию          | Не прошла квалификацию          | 3            | 2            | 0            | 1            | 10           | 2            | +8           |
| 2011             | финалист                        | 2                               | 2                               | 0                               | 1                               | 1                               | 2                               | 3                               | −1                              | 6                               | 5            | 0            | 1            | 23           | 4            | +19          |              |
| 2012             | финалист                        | 2                               | 2                               | 1                               | 1                               | 0                               | 6                               | 2                               | +4                              | 6                               | 6            | 0            | 0            | 35           | 1            | +34          |              |
| 2013             | Не прошла квалификацию          | Не прошла квалификацию          | Не прошла квалификацию          | Не прошла квалификацию          | Не прошла квалификацию          | Не прошла квалификацию          | Не прошла квалификацию          | Не прошла квалификацию          | Не прошла квалификацию          | Не прошла квалификацию          | 6            | 5            | 1            | 0            | 28           | 2            | +26          |
| 2014             | гр. турнир                      |                                 | 3                               | 1                               | 0                               | 2                               | 1                               | 6                               | −5                              | 3                               | 3            | 0            | 0            | 6            | 0            | +6           |              |
| 2015             | 1/2 финала                      | 3                               | 4                               | 2                               | 2                               | 0                               | 6                               | 4                               | +2                              | 3                               | 3            | 0            | 0            | 6            | 1            | +5           |              |
| 2016             | Не прошла квалификацию          | Не прошла квалификацию          | Не прошла квалификацию          | Не прошла квалификацию          | Не прошла квалификацию          | Не прошла квалификацию          | Не прошла квалификацию          | Не прошла квалификацию          | Не прошла квалификацию          | Не прошла квалификацию          | 3            | 1            | 1            | 1            | 3            | 2            | +1           |
| 2017             | гр. турнир                      |                                 | 3                               | 1                               | 1                               | 1                               | 4                               | 4                               | 0                               | 6                               | 5            | 0            | 1            | 32           | 1            | +31          |              |
| 2018             | Не прошла квалификацию          | Не прошла квалификацию          | Не прошла квалификацию          | Не прошла квалификацию          | Не прошла квалификацию          | Не прошла квалификацию          | Не прошла квалификацию          | Не прошла квалификацию          | Не прошла квалификацию          | Не прошла квалификацию          | 6            | 4            | 2            | 0            | 27           | 4            | +23          |
| 2019             | Не прошла квалификацию          | Не прошла квалификацию          | Не прошла квалификацию          | Не прошла квалификацию          | Не прошла квалификацию          | Не прошла квалификацию          | Не прошла квалификацию          | Не прошла квалификацию          | Не прошла квалификацию          | Не прошла квалификацию          | 6            | 5            | 0            | 1            | 23           | 2            | +21          |
| 2020             | Отменён из-за пандемии COVID-19 | Отменён из-за пандемии COVID-19 | Отменён из-за пандемии COVID-19 | Отменён из-за пандемии COVID-19 | Отменён из-за пандемии COVID-19 | Отменён из-за пандемии COVID-19 | Отменён из-за пандемии COVID-19 | Отменён из-за пандемии COVID-19 | Отменён из-за пандемии COVID-19 | Отменён из-за пандемии COVID-19 | 3            | 3            | 0            | 0            | 18           | 0            | +18          |
| 2021             | Отменён из-за пандемии COVID-19 | Отменён из-за пандемии COVID-19 | Отменён из-за пандемии COVID-19 | Отменён из-за пандемии COVID-19 | Отменён из-за пандемии COVID-19 | Отменён из-за пандемии COVID-19 | Отменён из-за пандемии COVID-19 | Отменён из-за пандемии COVID-19 | Отменён из-за пандемии COVID-19 | Отменён из-за пандемии COVID-19 | 0            | 0            | 0            | 0            | 0            | 0            | 0            |
| 2022             | 1/2 финала                      | 3                               | 5                               | 3                               | 0                               | 2                               | 5                               | 4                               | +1                              | 6                               | 5            | 1            | 0            | 22           | 4            | +18          |              |
| Всего            | 8/13                            | —                               | 23                              | 10                              | 5                               | 8                               | 31                              | 32                              | −1                              | 69                              | 58           | 6            | 5            | 288          | 23           | +265         |              |

1. 1 2  В ничьи включены также матчи плей-офф, которые завершились послематчевыми пенальти.